# Fabien Lefèvre (kayak)
Pour les articles homonymes, voir Lefèvre.
Ne doit pas être confondu avec Fabien Lefèvre (football).
 (juin 2025).
Fabien Lefèvre, né le 18 juin 1982 à Orléans, est un kayakiste français pratiquant le slalom, double champion du monde de Kayak monoplace (K-1) en 2002 et 2003, médaillé de bronze aux Jeux olympiques d'Athènes en 2004 et d'argent à ceux de Pékin en 2008 dans cette discipline. En 2013, il décide de poursuivre sa carrière en concourant pour les États-Unis où il part s'installer, et pour lesquels il remporte un troisième titre de champion du monde, cette fois en canoë monoplace (C1) le 20 septembre 2014 à Deep Creek dans son pays d'adoption

## Biographie
Cette section ne s'appuie pas, ou pas assez, sur des sources secondaires ou tertiaires indépendantes du sujet. Le texte peut contenir des analyses inexactes ou inédites de sources primaires.
Pour l'améliorer, ajoutez-en, ou placez des modèles {{Source secondaire souhaitée}} ou {{Source secondaire nécessaire}} sur les passages mal sourcés. (juin 2025)

### Début de carrière
Fabien Lefèvre commence le kayak dès l'âge de cinq ans. Il devient l'un des très rares kayakistes masculins à accéder à l'élite française (la Nationale 1) alors qu'il n'est que cadet (15-16 ans). Dans la même veine, il réalise quelques exploits chez les jeunes, remportant successivement deux titres de champion de France cadet (15-16 ans), deux autres titres en junior (17-18) et enfin deux titres seniors (19-34 ans), entre 1997 et 2002. À son palmarès de jeune, on peut également ajouter une participation aux championnats du monde junior alors qu'il n'est que cadet (en 1998), et un titre de champion du monde junior en 2000.
Il intègre très tôt le circuit international senior. Il s'entraîne sous l'égide de Sylvain Curinier, entraîneur national au pôle France de CK Toulouse. Dès l'âge de 20 ans, il remporte le titre en K1 (Kayak monoplace) slalom lors des championnats du monde 2002 qui se déroulent en  France à Bourg-Saint-Maurice.  Il remporte la Coupe du Monde 2002 alors même que ce n'était pas un objectif de l'équipe de France.
Il confirme remporte un nouveau titre mondial individuel en 2003 à Augsbourg. Conquis avec une facilité déconcertante, ce second titre consécutif impressionne le monde du kayak slalom comme peu d'athlètes ont su le faire, et ce d'autant plus que deux étapes de la Coupe du Monde 2003, tombent également dans son escarcelle. Aux Jeux olympiques d'Athènes, ayant commis une touche à chacune des manches (1 touche = deux secondes de pénalité) il revient seulement avec la médaille de bronze.

### Les premiers échecs
En 2005, il remporte la médaille d'argent aux championnats du monde de Penrith (Australie), battu par l'allemand Fabian Dörfler. Le titre par équipe lui revient cependant, acquis avec ses partenaires Benoît Peschier et Julien Billaut. Il récidive en 2006, cette fois épaulé par Julien Billaut et Boris Neveu, butant cependant une fois de plus dans l'épreuve individuelle, qu'il termine à la 5e place d'une course co-remportée par Julien Billaut et l'Italien Stefano Cipressi.
Ces années sont donc marquées par un certain déclin. On peut remarquer que depuis 2004, une modification de la règlementation a diminué la longueur minimale des kayaks (de 4m à 3,50m), ce qui semble finalement lui poser quelques problèmes et il peine à trouver la bonne formule de navigation. L'année 2007 ponctue tristement ce cycle négatif par une grave blessure au poignet, qui finit par l'exclure de l'Équipe de France, pour les championnats du monde de Foz do Iguaçu, remportés par son compatriote Sébastien Combot.

### Fin de carrière en équipe de France
Il regagne a place en équipe de France aux Jeux olympiques d'été de 2008. Troisième à la suite de la première manche en demi-finale, il décroche finalement la médaille d'argent dans une course historique puisque Benjamin Boukpeti.
En fin d'année 2008, inspiré dit-il par Michael Phelps, il se lance dans une nouvelle carrière en choisissant de développer un équipage de canoë biplace (C2) avec Denis Gargaud Chanut, tout en continuant à œuvrer en kayak monoplace (K1). L'ambition étant de figurer le mieux possible dans les deux catégories aux Jeux olympiques d'été de 2012.
Encore en phase de rodage dans cette nouvelle ambition de « doubler » sur les courses internationales, l'année 2009 ne le voit pas monter sur les podiums des championnats internationaux. À La Seu d'Urgell, sur le site des championnats du monde, il confiera même à L'Équipe, après son double échec en K1 et en C2, que la fatigue extrême qu'il a ressenti à l'issue des courses lui fait douter de son projet.
Il persiste cependant en 2010 et se qualifie en équipe de France dans les deux embarcations. Après une saison nationale et internationale relativement morne (ponctuée de rares coups d'éclats comme en finale des championnats de France K1), Fabien Lefèvre termine l'année avec une médaille d'argent individuelle aux championnats du monde à Tacen en canoë biplace, et deux médailles par équipes (or en canoë biplace, argent en kayak monoplace).
En 2011, c'est l'apothéose de son projet commun avec Denis Gargaud-Chanut : aux championnats du monde de Bratislava, trois médailles individuelles viennent récompenser le duo : l'or pour Gargaud en C1, l'argent pour le canoë biplace et le bronze pour Lefèvre en C2. L'ambition « deux hommes, trois médailles » aux Jeux olympiques d'été de 2012 apparaît alors clairement comme une vraie possibilité.
Mais début avril 2012, Fabien Lefèvre échoue dans sa quête de qualification pour les Jeux olympiques. Lors des sélections nationales à Pau, il est devancé en K1 par Étienne Daille, et ne réussit pas non plus à décrocher son ticket olympique en C2 avec Denis Gargaud Chanut. La déception est immense, et le duo prend des routes séparées à la suite de cet échec.

### Un nouveau départ outre-Atlantique
À l'issue de la saison 2012, Fabien Lefèvre décide de partir s'installer aux États-Unis avec sa famille afin de poursuivre sa carrière.
En effet, s'il n'obtient pas la nationalité américaine, la fédération de canoë-kayak américaine l'autorise à participer aux courses de sélections de canoë-kayak slalom sous son égide.
En 2013, à la suite de ce changement de nationalité sportive, Lefèvre participe aux championnats du monde à la fois en canoë monoplace et en kayak monoplace qui ont à Prague en septembre 2013 , sans avoir de résultats notables (finale en K1, demi-finale en C1).
Le 20 septembre 2014 à Deep Creek (États-Unis), il devient champion du monde de canoë monoplace slalom (C1) à domicile sous ses nouvelles couleurs, remportant un troisième titre planétaire onze ans après le dernier obtenu en kayak monoplace (K1). Il devient le premier athlète de l'histoire à être au moins une fois champion du monde en C1 et en K1 en canoë-kayak slalom, douze ans après son premier titre français en K1 de Bourg-Saint-Maurice, en 2002.C'est également le premier titre mondial pour les Américains depuis 2002 et le titre en K1 dames de Rebecca Giddens.

### Accusations de pratiques thérapeutiques déviantes et sectaires.
En juin 2025, Le Point diffuse une enquête sur la reconversion de Fabien Lefèvre en coach de « guérison quantique ». L'hebdomadaire relaie plusieurs accusations de dérives sectaires, de conseils médicaux déviants ou de harcèlements. Le sportif rejette l'ensemble des accusations et précise n'être qu'un complément de la médecine conventionnelle.

## Palmarès

### Jeux olympiques
- Jeux olympiques de 2008 à Pékin
  -  Médaille d'argent
- Jeux olympiques de 2004 à Athènes
  -  Médaille de bronze

### Championnats du monde de canoë-kayak slalom
- 2014 à Deep Creek, Maryland,  États-Unis
  -  Médaille d'or en C1
- 2011 à Bratislava,  Slovaquie
  -  Médaille d'or en C2 par équipe
  -  Médaille d'argent en C2
  -  Médaille d'argent en K1 par équipe
  -  Médaille de bronze en K1
- 2010 à Tacen,  Slovénie
  -  Médaille d'or en C2 par équipe
  -  Médaille d'argent en C2
  -  Médaille d'argent en K1 par équipe
- 2006 à Prague,  République tchèque
  -  Médaille d'or en K1 par équipe
- 2005 à Sydney,  Australie
  -  Médaille d'or en K1 par équipe
  -  Médaille d'argent en K1
- 2003 à Augsbourg,  Allemagne
  -  Médaille d'or en K1
- 2002 à Bourg-Saint-Maurice,  France
  -  Médaille d'or en K1

### Championnats d'Europe de canoë-kayak slalom
- 2009 à Nottingham,  Royaume-Uni
  -  Médaille de bronze en K1 par équipe

- 2011 à La Seu d'Urgell,  Espagne.
  -  Médaille de bronze en K1 par équipe

### Coupe du monde de canoë-kayak slalom
- Vainqueur en 2002 en K1

## Distinctions
- Chevalier de l'ordre national du Mérite (décret du 24 septembre 2004)[9]